# 街頭健身

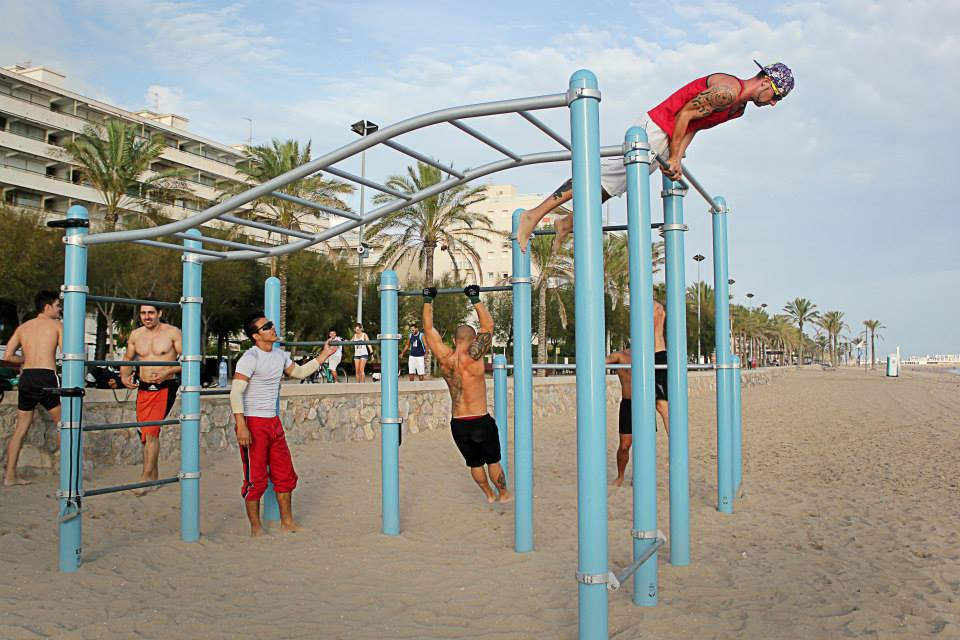
街頭健身

街頭健身（英語：Street workout）是使用公園或公共設施進行體能鍛鍊的運動方式。源起於俄羅斯、烏克蘭等地，目前已經在世界各地有許多愛好者團體，也有街頭健身的證照與賽事。

## 動作招式
街頭健身的招式主要使用單槓、雙槓、欄杆或是地板進行動作。
基本動作有：
- 伏地挺身（英語：Push up）
- 引體上升（英語：Pull up）
- 雙槓屈臂支撐（英語：Dips）

極限街頭健身(力量型)動作有：
- 暴力上槓（英語：Muscle up）
- 前水平（英語：Front lever）
- 後水平（英語：Back lever）
- 龍旗（英語：Dragon flag）
- 人體國旗（英語：Human flag）
- 俄式挺身（英語：Planche）
- 單手引體向上（英語：One arm pull up）

極限街頭健身(動態型)動作有：
- 屈身上槓（英語：Kipping muscle up）
- 槓上360旋轉（英語：Muscle up 360）
- 擺盪360旋轉（英語：Swing 360）

## 文化與理念
- 街頭健身(Street Workout)是一項結合自身體重訓練，也就是徒手訓練與極限體操的現代運動。是一項隨時隨地都能健身，不需要拘泥在特定場所與器材上的新興運動。
- 街頭健身強調隨時隨地都可以鍛鍊，健身不僅只能在健身房，在公園、人行道、運動場都可以鍛鍊。
- 街頭健身並非徒手訓練而已，亦可進行負重訓練，以提升運動表現。
- 「街頭健身」代表了一定的運動哲學與生活方式，也是現代城市文化的一部份。不同運動強度及運動種類能夠維持人們強健的身體，更可以創造完美的身形。